# 風向

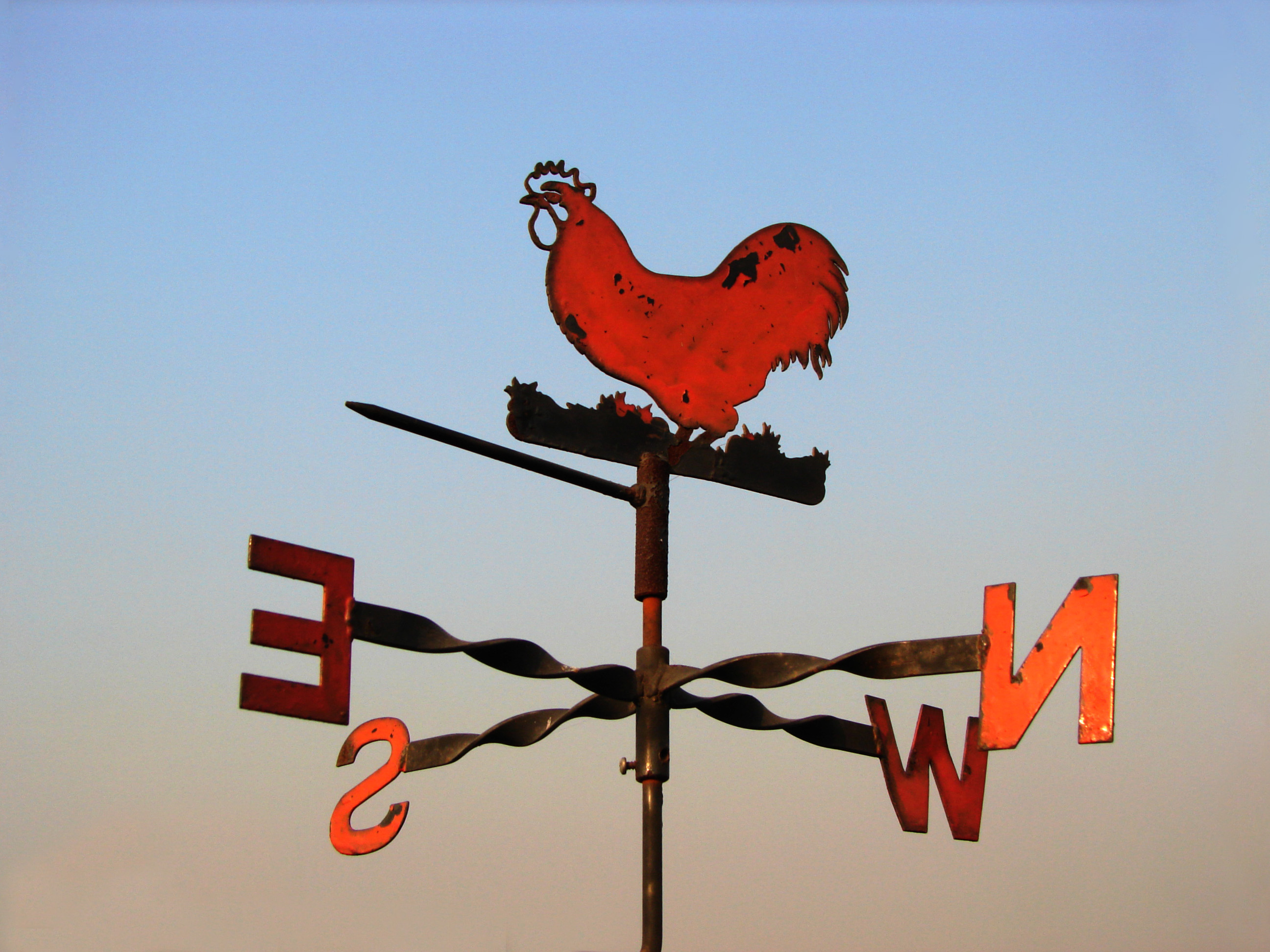
風見鶏

風向（ふうこう、「かざむき」とも。英: wind direction）とは、風が吹いてくる方向のことである。
例えば、「北風」は、北からこちらへ向かって吹いてくる風のことである。風向は一般的に南、南南西、南西などといった16方位で表すが、国際式の風向は、真北を基準に東が90度、南が180度といったように時計回りに表す360方位を使っている。無風状態で方位が定まらない場合は0で表す。

## 気象
風向は時間により刻々と変化している。よって、単に「風向」という場合は、10分間の平均の風向を表している。しかし、風向は航空機にとって欠かせない情報なので、航空ではより精密な2分間の平均を風向としている。
寒冷前線などの通過時には、風向が今まで吹いていた方向から短時間で90度以上変化することがある。このような急激な風向の変化を、風向の急変といい、風向が時計回りに変わることを風向順転、逆に反時計回りに変わる場合を風向逆転という。

## 季節や時間に固有の風向
風向によって風の性質も異なる。季節に固有な向きの風を季節風という。日本では特に冬の季節風が、実際には北西の風であるが、北風として単なる風向き以上の意味でほぼ固定表現として使われる。また、地域ごとにある方向からの風を山の名を付けて呼ぶことがある（六甲おろし・岩城おろし・比叡おろし等）。
また、1日の中で昼間は海から陸に向かって、夜は陸から海に向かって風が吹き、それぞれ海風、山風という。
このような観点から、風向の変化は季節や時間の経過を意味する比喩として使われる場合もある。例えばメアリー･ポピンズが子供たちの家に滞在する期間は「風が変わるまで」である。

## 個人にとって
個人にとって、風向は進行方向との関係で決まる。進行方向から吹くのを向かい風、進行方向へ向かって吹くのを追い風という。左右からの風は横風である。進行する場合、追い風では早くなり、向かい風では遅くなる。陸上競技の、トラックを周遊したリロードに出たりしない場合、進行方向や投げる方向は一定しているから、風向きによって大きく影響を受ける。特に追い風がある程度強い場合、記録がよくなりすぎることから正式の記録とは認めず、追い風参考記録といわれる。
また、かつては船が大量輸送の重要な担い手であり、それが風に依存していたから、その意味での風向きの言葉もある。順風や逆風はこれで、順風満帆は全てが良い条件でいよいよ進行を始める意味に使われる。

## 比喩的表現
風をその時の状況一般を指す言葉として使う例があるが、風向きがこれに使われる例も多い。順風や逆風はそのままに自分によい状況と悪い状況のことを指す。また、北風は北半球では冬の季節風であり、厳しい寒さをもたらすものであるから、同様につらい状況、厳しい仕打ちを意味する言葉としても使われる（北風と太陽）。